# مهمان (فیلم ۱۳۵۵)
میهمان فیلمی به کارگردانی کامران قدکچیان و نویسندگی احمد نجیب‌زاده محصول سال ۱۳۵۵ است.

## خلاصه داستان
آقا رسول به زیارت خانه خدا می‌رود و دخترش میمنت را به دوستش عنایت الله می‌سپارد و دخترک عاشق دوست پدرش می‌شود…

## بازیگران
- لیلا فروهر
- ناصر ملک مطیعی
- شهناز تهرانی
- رضا کرم رضایی
- حمیده خیرآبادی
- شهرام ثمینی پور